# قناة القاهرة
قناة القاهرة أو تليفزيون القاهرة هي إحدى قنوات شبكة تليفزيون المحروسة التابع لاتحاد الإذاعة والتلفزيون المصري، ويقع مقرها في مدينة القاهرة. عرفت سابقاً بالقناة الثالثة، وبدأت إرسالها في أكتوبر 1985 لخدمة محافظات القاهرة الكبرى (القاهرة، الجيزة، القليوبية)، وتبث القناة من مقر التليفزيون بالقاهرة.